# Schloss Měšice (Mittelböhmen)

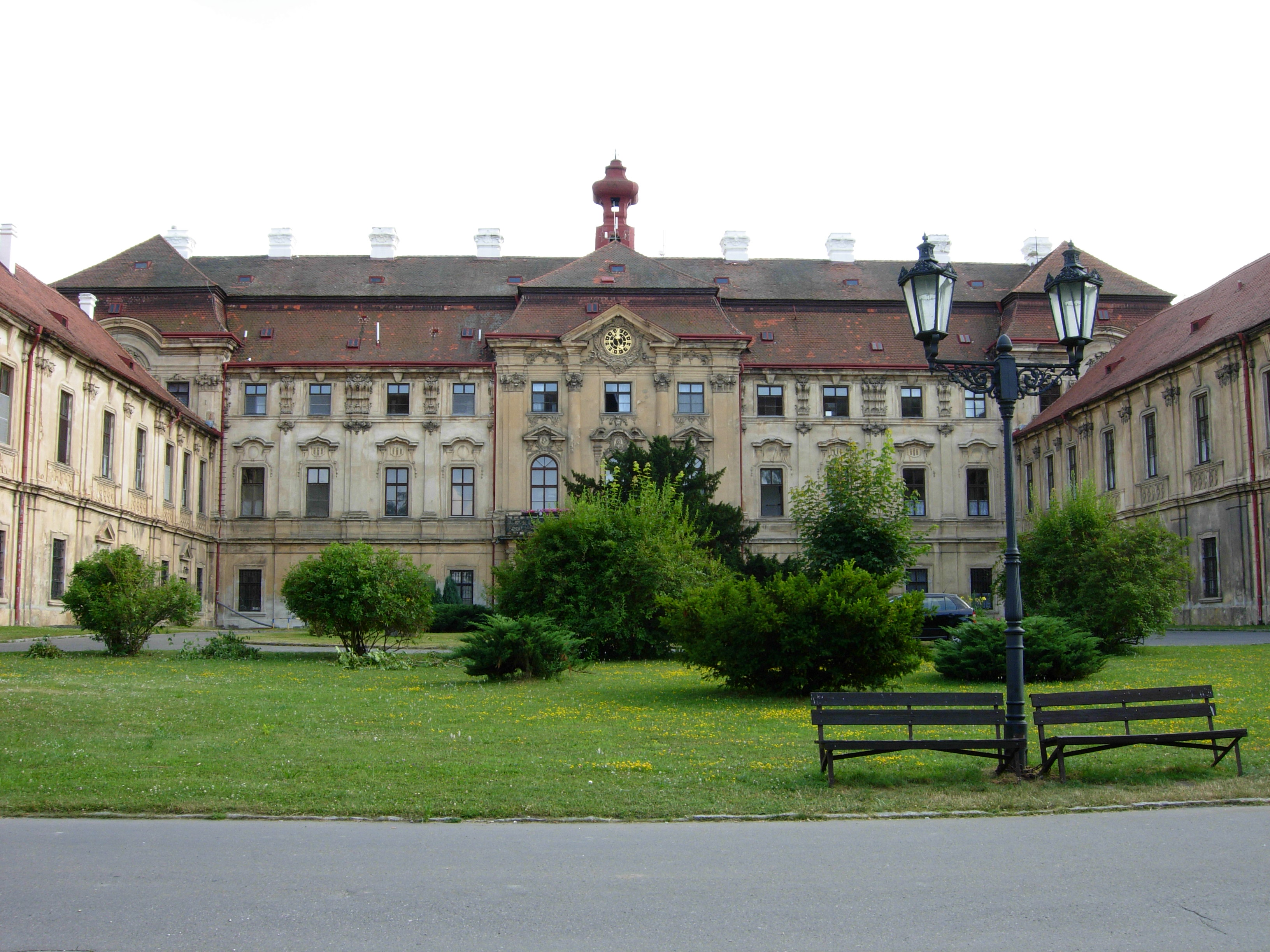
Schloss Měšice

Das Schloss Měšice (deutsch Schloss Mieschitz) befindet sich 15 Kilometer nordöstlich des Prager Stadtzentrums in der Gemeinde Měšice im Okres Praha-východ.
Das von einem 15 ha großen Schlosspark umgebene Gebäude liegt am südlichen Ortsrand von Měšice an der Eisenbahnstrecke Mladá Boleslav–Prag.

## Geschichte
Die Feste Měšice ist seit 1434 nachweisbar. Nachdem Johann Hartwig von Nostitz-Rieneck 1677 die Güter in Měšice erworben hatte, blieben sie mehrere Jahrhunderte im Besitz der Familie.

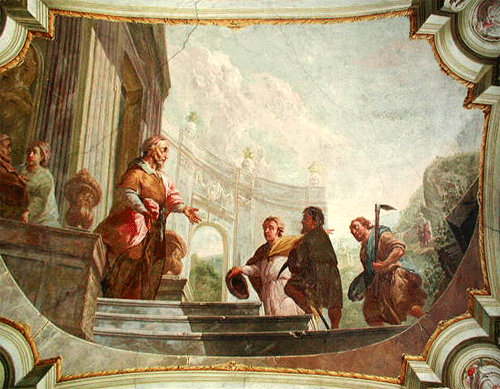
Deckenfresko von Wenzel Ambrozzi

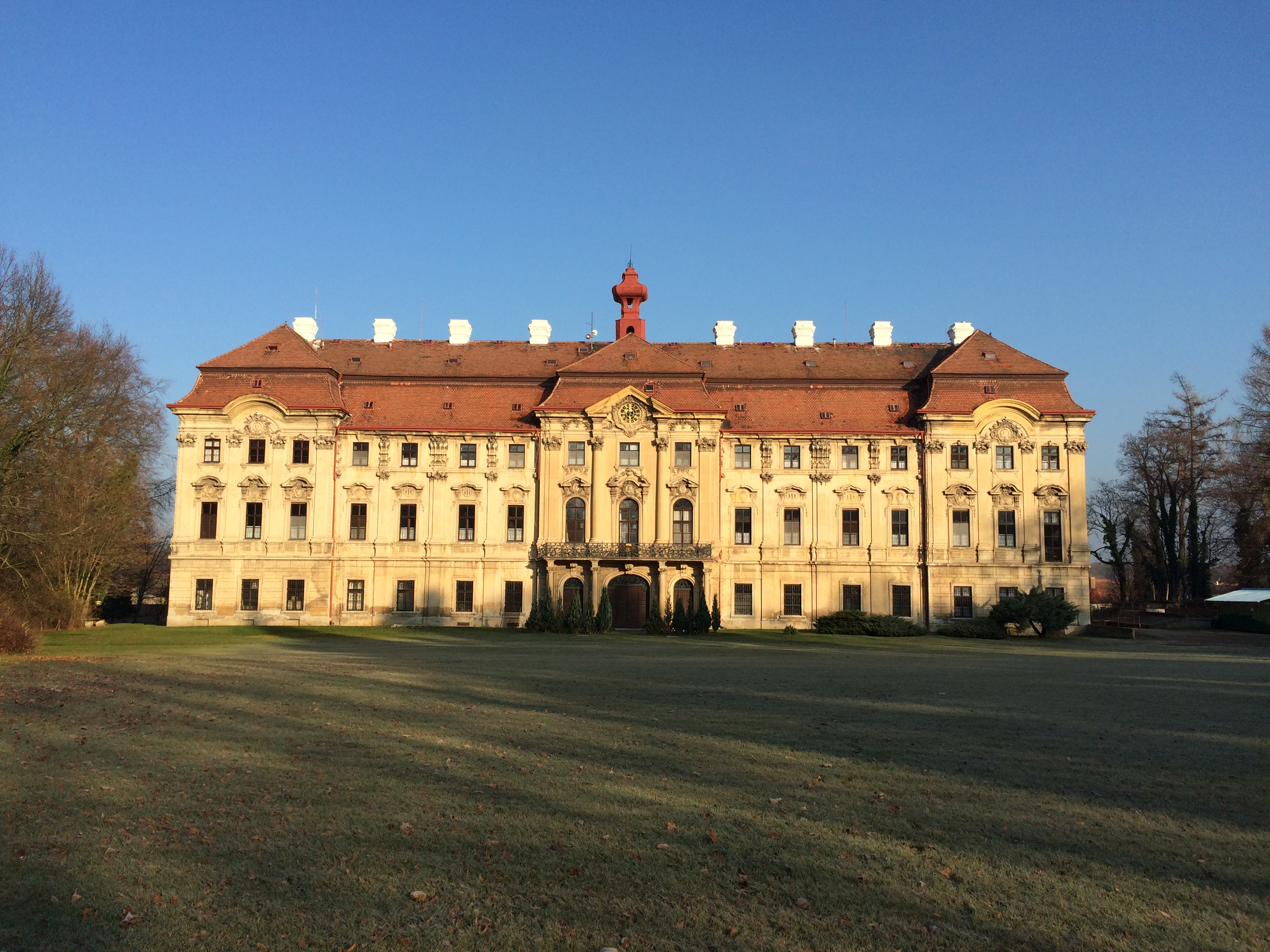

Nach dem Tod seines Vaters Franz Wenzel erbte 1765 Franz Anton von Nostitz-Rieneck die Familiengüter. 1767 ließ er die alte Feste abtragen und durch den Baumeister Anton Haffenecker ein zweigeschossiges Rokokoschloss mit rechteckigem Grundriss errichten. 1775 hat Jan Tadeáš Klinkoš am Schloss den ersten Blitzableiter nach Franklinscher Bauart in Böhmen installiert und das Bauwerk wurde vollendet. Den Hauptsaal im ersten Stock gestaltete der Freskenmaler Josef Hager. Die Schlosskapelle St. Elisabeth wurde von Peter Prachner und Wenzel Ambrozzi mit Kunstwerken versehen. Nach Fertigstellung des repräsentativen Baus verlegte die Linie der Grafen Nostitz-Rieneck ihren Hauptsitz aus dem benachbarten Schloss Pakoměřice nach Měšice.
Zwischen 1776 und 1785 lebte Josef Dobrovský als Erzieher und Hauslehrer der Grafen Nostitz im Schloss. Von 1780 bis 1790 wurde das Schloss, wiederum nach Plänen von Haffenecker, um einen eingeschossigen Seitenflügel erweitert. Das Schloss wurde mit einem französischen Landschaftsgarten umgeben, der seit der 1. Hälfte des 19. Jahrhunderts fließend in einen englischen Park übergeht. Am 10. Juli 1855 fand auf dem Schloss die Hochzeit von Maria Mathilde von Nostitz-Rieneck mit Sigmund von Thun-Hohenstein statt.
Besitzer des Schlosses waren:
- 1767–1794: Franz Anton von Nostitz-Rieneck
- 1794–1819: Friedrich Johann Chrysostom von Nostitz-Rieneck
- 1819–1872: Erwein Maria von Nostitz-Rieneck
- 1872–1931: Erwein Felix Maria von Nostitz-Rieneck
- 1931–1945: Erwein Leopold Maria Alexius von Nostitz-Rieneck

Nach dem Zweiten Weltkrieg wurde die Familie von Nostitz enteignet und nach Österreich abgeschoben. Das Schloss wurde verstaatlicht und zunächst ein Slovanská kolej (Slawisches Kolleg) untergebracht. 1948 wurde die Schlosskapelle in mehrere Räume aufgeteilt. Von 1948 bis 1959 diente es als politische Schule für Gewerkschafter.
Anschließend erfolgte der Umbau zu einem Krankenhaus, das 1964 eröffnet wurde. Nach der samtenen Revolution erwarb die Gemeinde 1996 das Schloss und vermietete es an den privaten Krankenhausbetreiber CIOP.